# Санта Кристина Джела
Санта Кристѝна Джѐла (на италиански и на сицилиански Santa Cristina Gela, на арбърешки Sëndahstina, Съндахстина) е село и община в Южна Италия, провинция Палермо, автономен регион и остров Сицилия. Разположено е на 670 m надморска височина. Населението на общината е 927 души (към 2010 г.).
В това село живее албанско общество, наречено арбъреши. Те са се заселили в този район между XV и XVIII век като бежанци от османското владичество. Село Санта Кристина Джела е част от етнографическия район Арберия.